# Alloxysta
Alloxysta är ett släkte av steklar.

## Arter
- Alloxysta aperta
- Alloxysta brachyptera
- Alloxysta brevis
- Alloxysta brevitarsis
- Alloxysta citripes
- Alloxysta fracticornis
- Alloxysta fulviceps
- Alloxysta fuscicornis
- Alloxysta fuscipes
- Alloxysta fuscitarsis
- Alloxysta halterata
- Alloxysta leunisii
- Alloxysta ligustri
- Alloxysta macrophadna
- Alloxysta nigrita
- Alloxysta obscurata
- Alloxysta pallidicornis
- Alloxysta pedestris
- Alloxysta pleuralis
- Alloxysta pusilla
- Alloxysta ramulifera
- Alloxysta testaceipes
- Alloxysta victrix
- Alloxysta xanthopa